# 具梗虎耳草
具梗虎耳草（学名：Saxifraga afghanica）为虎耳草科虎耳草属下的一个种。

## 扩展阅读
- 維基物種上的相關：具梗虎耳草